# Ictidosúquids
Els ictidosúquids (Ictidosuchidae) són una família de sinàpsids extints de la superfamília dels baurioïdeus. Visqueren en allò que avui en dia és Àfrica i Europa durant el Permià superior. Se n'han trobat restes fòssils a Rússia i Sud-àfrica. Hi ha diferents opinions sobre la validesa d'aquest tàxon: alguns estudis han suggerit que és un grup parafilètic respecte als regisàurids, mentre que d'altres han arribat a la conclusió que és un grup monofilètic.